# 創通
株式會社創通（日语：株式会社創通），是日本一家廣告代理商，属万代南梦宫集团旗下萬代南夢宫影像製作的子公司。

## 概要
1965年，由讀賣巨人指定廣告代理商「巨報堂」出身的濱中信一郎、那須雄治創業，至今仍持有讀賣巨人吉祥物的商標權。1972年，參與特攝片《覆面閃電人》製作，從此踏入電視節目領域，也展開作品二次利用人物版權業務。1977年，首部製作《無敵超人桑波特3》播放，取得動畫人物版權，事業逐步擴大。
1979年，日本動畫名作《機動戰士GUNDAM》放映；後來曾為這部著作權歸屬問題，與日昇動畫、名古屋電視台有過糾紛，現狀是該社獨占商品化權利的窗口。近年來事業重心偏向動畫企劃製作及其版權管理方面，而於2007年將商號的「廣告代理」（Agency）字樣去掉。

## 沿革
- 1965年10月，株式会社東洋廣告代理（Toyo Agency Co., Ltd.）創立。

- 1977年8月，商号變更為株式会社創通廣告代理（Sotsu Agency Co., Ltd.）。

- 1985年3月，負責動畫企劃、製作的子公司「株式会社創通映像」（Sotsu Films Co., Ltd.[3]）設立。

- 1997年10月，投資就職情報事業「株式会社J-Broad」。

- 2003年4月，股票在店頭市場交易。

- 2004年12月，股票在JASDAQ上市。

- 2007年4月，公司改名：創通廣告代理→創通、創通映像→創通娛樂[4]。

- 2012年7月，從GONZO購得「株式会社Future Vision Music」（Future Vision Music K.K.），並更名「創通音樂出版」，涉足音樂著作權管理領域。
- 2019年10月，萬代南夢宮控股宣布对创通发起公开要约收购，以3100日元每股的价格收购创通剩余股权。11月，要约收购结束，万代南梦宫在创通所占股比从22.79%升至82.05%[5]。经过股东大会表决，创通成为万代南梦宫之子公司。
- 2020年1月，公司提交退市申请[6]，并最终于2月27日从JASDAQ退市。

## 旗下公司
- 株式会社創通娛樂（Sotsu Entertainment Co., Ltd.）
- 株式会社創通音樂出版（Sotsu Music Publishing Co., Ltd.）
- 株式会社J-Broad（J-Broad Co., Ltd.）

## 外部連結
- 創通廣告[]→創通 （页面存档备份，存于） （页面存档备份，存于）